# 奥利韦托卢卡诺
奥利韦托卢卡诺（義大利語：Oliveto Lucano），是意大利马泰拉省的一个市镇。总面积31平方公里，人口516人，人口密度16.6人/平方公里（2009年）。ISTAT代码为077019。